# Le Canzonissime Vol. 2
Le Canzonissime Vol. 2, pubblicato nel 1996, è una raccolta (solo CD) della cantante italiana Mina. Questo album non fa parte della discografia ufficiale di Mina, elencata nel sito web ufficiale dell'artista.

## Il disco
L'etichetta Suoni Rari, in collaborazione con la Mercury e la RAI, ha raccolto in 2 CD con tiratura limitata a 1 000 copie, alcune fra le esibizioni più importanti di Mina in televisione dal vivo tratte da Canzonissima 1968.
Mina, ad appena 21 anni nel 1961, dopo solo tre anni dal debutto, partecipa alla prima edizione di Studio Uno insieme a mostri sacri del varietà internazionale come Marcel Amont, le Gemelle Kessler, Walter Chiari, Mac Ronay, Don Lurio e il Quartetto Cetra.
Con Studio Uno del 1965 Mina diventa la protagonista indiscussa del varietà televisivo, la sua popolarità raggiungerà livelli ineguagliati con le trasmissioni successive: Sabato sera, Canzonissima, Teatro 10 e Milleluci.

## Tracce
1. Medley: - 5:35 - (inedito su album)
  1. Moon river (Moon river) - 1:27 -  (Henry Mancini-Johnny Mercer-Mogol-Nico Fidenco) 
  2. Senza fine - 0:33 -  (Gino Paoli) 
  3. Quando tu vorrai (What the world needs now is love) - 1:30 -  (Burt Bacharach-Hal David-Catra) 
  4. Tace il labbro - 1:03 -  (Franz Lehár-Victor Léon-Leo Stein) 
  5. L'eco di quel valzer (Lover) - 1:13 -  (Richard Rodgers-Lorenz Hart)
2. E poi verrà L'autunno - 2:52 - Tratta da: (Signori... Mina! vol. 1)
3. In the mood - 4:48 - Tratta da: (Signori... Mina! vol. 2)
4. Medley: - 5:23 - Tratte da: (Signori... Mina! vol. 2) 
  1. La ragazza di Ipanema (Garota de Ipanema) - 1:09 -
  2. Corcovado - 0:58 -
  3. The Shadow of Your Smile - 1:20 -
  4. C'è più samba (Tem mais samba) - 1:54 -
5. Can Can - 4:23 - (inedito su album) (Jacques Offenbach)
6. Lullaby of birdland - 4:51 - Tratta da: (Signori... Mina! vol. 2)
7. Medley: - 3:33 - (inedito su album)
  1. L'automobile - 0:54 -  ("Armando Gill"(Michele Testa Piccolomini)) 
  2. 'O rimedio - 1:01 -  ("Armando Gill"(Michele Testa Piccolomini)) 
  3. Bellezze al bagno - 0:43 -  ("Armando Gill"(Michele Testa Piccolomini)) 
  4. Il balbuziente - 1:07 -  ("Armando Gill"(Michele Testa Piccolomini))
8. Medley: - 5:32 - Tratte da: (Signori... Mina! vol. 3) 
  1. Il mondo è grigio il mondo è blu (Le monde est gris le monde est bleu) - 1:49 -
  2. Mellow yellow - 1:28 -
  3. Jezebel - 2:12 -
9. Quelli che hanno un cuore (Anyone who had a heart) - 2:44 - Tratta da: (Signori... Mina! vol. 4)
10. Medley: - 3:17 - (inedito su album) seconda parte del Medley totale ("Ciuri ciuri/Vola vola vola/La monferrina/La bella Gigogin/Il Carnevale di Venezia/Ma se ghe penso/Lassatece passà /Tarantella"), la prima parte è in: Signori... Mina! vol. 3
  1. Ma se ghe penso - 1:27 -  (Attilio Margutti-Mario Cappello) 
  2. Lassatece passà - 0:45 -  (Tradizionale, Arrangiamento: Bruno Canfora) 
  3. Tarantella - 1:05 -  (Tradizionale, Arrangiamento: Bruno Canfora)
11. Medley: - 4:30 -
  1. Io per lui (To give the reason I live) - 1:56 - Tratta da: (Signori... Mina! vol. 4) 
  2. Noi ci lasciamo qui (E sono ancora qui) - 2:34 - (inedito su album) (Antonio Amurri-Bruno Canfora)

## Descrizione Brani
L'eco di quel valzer in originale si chiama Lover, ed è stata scritta da Richard Rodgers e Lorenz Hart per il film: Amami stanotte (Love me tonight) del 1932. La prima versione è stata cantata nel film da Jeanette MacDonald.